# Pizza Lab
Pizza Lab é um restaurante vegano sem fins lucrativos em Leipzig que foi fundado em 2016. É totalmente gerido por uma equipe de voluntários de todo o mundo e o excedente é doado para instituições de caridade locais dedicados a sustentabilidade, proteção ambiental, proteção animal e boa vizinhança.
Os clientes são estimulados a experimentar uma seleção de ingredientes listados em um menu inspirado na tabela periódica.

## Eventos
Como o Pizza Lab não tem fins lucrativos, os eventos organizados em seu espaço são mais semelhantes a um espaço comunitário do que a um negócio, como festas de tatuagem, aulas de desenho nu, ioga, microfone aberto, oficinas de faça-você-mesmo, leituras, lutas de travesseiros, palestras de ciência, festas de LEGO e local de encontro para projetos sem fins lucrativos. O local possui um pequeno palco onde artistas se apresentam regularmente.

## História
O local onde o Pizza Lab opera costumava ser um centro de distribuição de carne, de acordo com uma licença emitida em 1939.

### Campanha de crowdfunding em 2019
Uma campanha de crowdfunding foi iniciada em agosto de 2019 para arrecadar 20.000 Euros a fim de cumprir as regulamentações locais, construindo um teto de proteção contra incêndios, porta de proteção contra incêndios e rotas de fuga expandidas.
Dois meses depois, a campanha foi declarada um sucesso com mais de 22.000 Euros arrecadados em doações de mais de 500 apoiadores, incluindo empresas, políticos, vizinhos, amigos e simpatizantes.